# Marta ed io
Marta ed io (Martha et moi) è un film del 1990 diretto da Jiří Weiss. Coprodotto dalla RAI, venne presentato in concorso alla 47ª Mostra internazionale d'arte cinematografica di Venezia.
(Jiří Weiss, Mostra internazionale del cinema, Venezia 1990)

## Trama
Praga, 1934. Emil, adolescente ignorato dai genitori sempre in conflitto fra loro, non comunica più. Trova rifugio in campagna presso lo zio Ernst Fuchs, ginecologo, sposato con una giovane ungherese che lo tradisce. Ernst, che proviene da una ricca famiglia ebrea, si sente in colpa perché l'ha trascurata per pensare al lavoro; qualche tempo dopo divorzia e sposa Martha, la sua domestica, una tedesca di famiglia molto umile. Le quattro sorelle di Ernst, tutte mantenute dal fratello, si prendono gioco della goffaggine di Martha. Emil invece si affeziona a lei e l'accompagna a ritirare i suoi nuovi abiti e allo studio del dentista: da donna di campagna deve diventare una signora. Martha ha due fratelli che simpatizzano per il nazionalsocialismo: Werner non vuole avere a che fare con gli ebrei, Bertl invece ammira e rispetta il ricco medico.
Ernst e Martha hanno una unione felice e anche Emil vive con loro un periodo sereno, ma tutto questo ha termine nel 1938 con il sopravvento dei nazisti e l'inizio della persecuzione degli ebrei. Il medico consiglia a Emil di fuggire all'estero e vuole divorziare da Martha per evitare di metterla in pericolo, ma Martha desidera restare accanto a lui. Ernst allora chiede a suo cognato Bertl di portarla con sé anche contro la sua volontà, ma Martha si sente indissolubilmente legata a lui e lo segue a Praga; quando lui viene internato in un campo di concentramento, Martha disperata muore. 
Dopo la fine della guerra, Emil torna con l'esercito ceco e cerca le tracce della sua famiglia. Dai fratelli di Martha viene a sapere della misteriosa morte di lei.